# Centro (Distrito de Logroño)
Centro es un distrito de la ciudad española de Logroño. Se trata del más poblado y el que cuenta con mayor densidad de población (48.072) siendo además el más pequeño en superficie. Aun así su potencial económico es muy alto siendo como tal el lugar donde se localiza muchos lugares de interés como la ya conocida Gran Vía Juan Carlos I o el Parque del Carmen.

## Límites

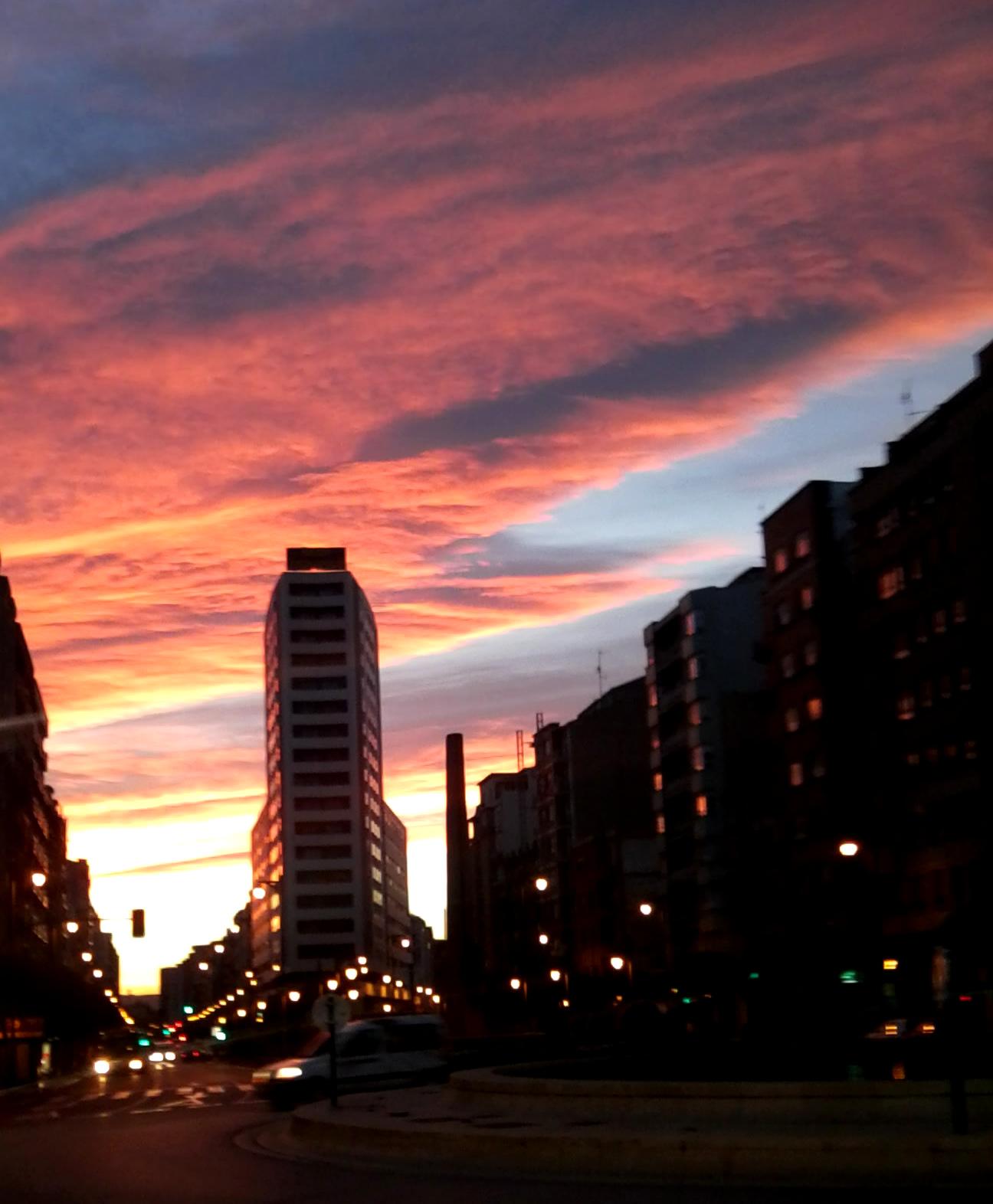
Monumento al Labrador y el edificio Capitol al fondo, considerado como el centro físico de la ciudad de Logroño además de ser uno de los mayores lugares de tránsito de la ciudad.

- Por el oeste: Avenida Murrieta hasta la línea del ferrocarril.
- Por el sur: Vía del ferrocarril
- Por el este: Calle Colón
- Por el norte: Avenida de la Paz, Muro Francisco de la Mata, Calle Bretón de los Herreros y Calle Antonio Sagastuy.

## Historia
El terreno del actual distrito fue el primer tramo de la ciudad en salir fuera de las murallas (Zona del espolón) además también fue el primer lugar donde se localizo la primera vía de ferrocarril y la primera estación de tren. Conforme pasaba el siglo XX el comercio aumento y la población también llegando a convertirse el centro económico, comercial, físico y Social de Logroño junto al Casco Antiguo.

## Comunicación
En sus terrenos se encuentra la Gran vía, fruto del traslado de las vías del ferrocarril fuera de los términos de la ciudad, esta es la avenida comercial por excelencia en la ciudad y de esta surgen diferentes calles secundarias también muy comerciales, tales como Jorge Vigón, Vara de Rey, Calle Murrieta y Calle chile. En los últimos años se ha intentado mejorar la situación de los peatones en el centro con el Plan Centro incluyendo la peatonalización de muchas calles tales como Saturnino Ulargui, María Teresa Gil de Garate, Breton de los Herreros, además del ensanchamiento de las aceras y la mejora de gran vía (Reforma de 2006).
Notable es la presencia en el noreste del distrito la zona de Cien tiendas, un grupo de cinco calles (Calvo Sotelo, Juan XXIII, Doctores Castroviejo, Ciriaco Garrido y Calle del Capitán Cortés) peatonalizadas en las cuales han surgido muchos comercios (Desgraciadamente la situación de la zona es crítica ya que el comercio ha disminuido considerablemente en los últimos años, llegando a diseñar un plan futuro de reforma en la zona).
Además en el distrito se encuentra la estación de Autobuses y antes se localizaba la estación de trenes.

## Plazas y Parques

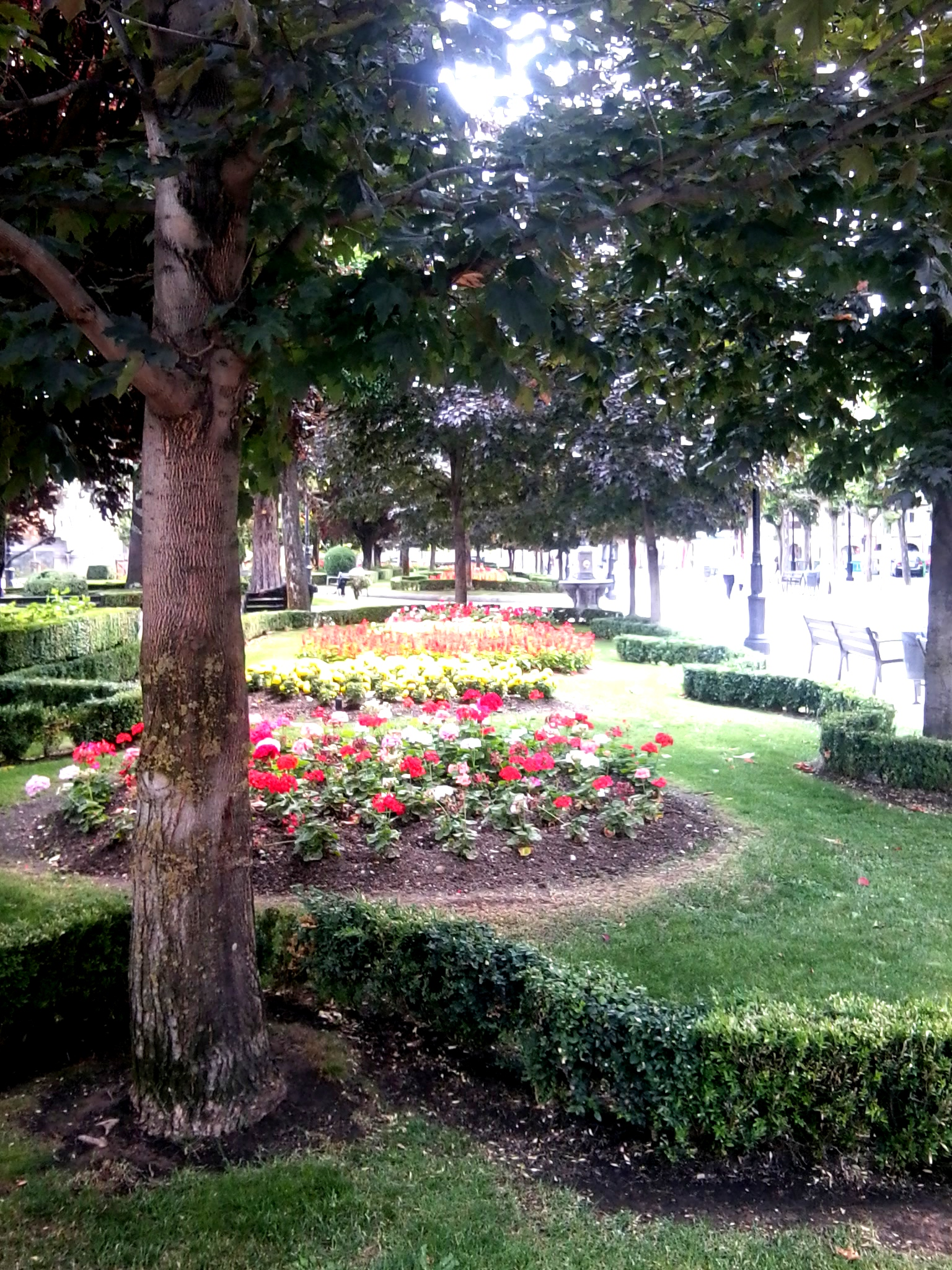
El espolón, una de los parques más importantes de la ciudad por su valor histórico.

El hecho de que sea el centro de la ciudad hace que la zona no posea muchos parques en comparación con distritos como el este (Uno de los más verdes de la capital). Hay que destacar el Paseo del Príncipe de Vergara (Conocido como el Espolón es el parque/Plaza más antigua de la Ciudad), el entorno del instituto Sagasta, el parque del Carmen, el Parque Capitán Gallarza, Parque del semillero o el Parque de la Laguna.
También hay muchas plazas como la Plaza primero de mayo, la de invierno, la de Verano, la de Otoño, la de Primavera o la plaza de la Alondiga.

## Educación y Sanidad
Al igual que en el resto de distritos hay variedad en ambos aspectos incluyendo tanto el término privado y público. Además el transporte público comunica directamente el centro con el Hospital San Pedro (Línea 11).
El Instituto más antiguo de la ciudad se localiza en este distrito, el Instituto Sagasta.

## Cultura
Dentro de los términos del distrito se localiza el Teatro Bretón de los Herreros y la Sala Gonzalo de berceo donde se han representado diferentes obras y actuaciones. Además en el distrito hay varias salas de exposiciones, y se han celebrado además exposiciones al aire libre como la de los Osos de la Gran vía diseñados por Eladio de Mora.
En el espolón se celebran diferentes actividades culturales como mercadillos, la feria del libro o los conciertos de verano de la concha del espolón. Además aquí es donde se celebra el pisado de las uvas una tradición que se hace en San Mateo y a la que acuden grandes personajes de la élite política de la Rioja, además traen la escultura de la Virgen patrona de la comunidad autónoma, la Virgen de Valvanera.
El terreno está lleno de esculturas tales como la estatua ecuestre de espartero, el monumento al labrador, la fuente de los riojanos ilustres, la estatua a Sagasta, el monumento a la Mujer o el Reloj de sol de la Avenida duques de Najera.